# Kathryn Woolard
Kathryn Ann Woolard (Wellsville, Nova York, 1950) és doctora en Antropologia Lingüística per la Universitat de Califòrnia, a Berkeley, i actualment és professora d'Antropologia de la Universitat de Califòrnia, a San Diego. S'ha especialitzat en antropologia lingüística. Treballa amb interès especial en l'estudi de les ideologies lingüístiques, i ha fet diversos treballs sociolingüístics sobre Catalunya, des de l'època de la transició fins avui.
Woolard estudia les relacions socials i els usos lingüístics, des d’una perspectiva antropològica, en tant que la llengua és un instrument de comunicació, una acció social, i una manera d'entendre el món. Des d’aquest punt de vista, la visió de Woolard pot emmarcar-se dins dels corrents de la sociolingüística crítica, ja que integra en el seu model la teoria sociolingüística i la teoria social. És a dir, s'interessa per les idees que les persones i els grups tenen sobre les llengües i sobre les pràctiques lingüístiques, enteses com a expressions dels diferents sectors de la societat i de determinades formes d'organització política. Altres sociolingüistes que es poden emmarcar en la sociolingüística crítica són Pierre Bourdieu i Mikhail Bakhtin.
Des del camp d’estudi de les ideologies lingüístiques, l’antropòloga lingüística K. Woolard, teoritza sobre com es legitima la llengua dels membres d’una comunitat. Segons aquest camp d’estudi, en el món modern occidental es troben dos sistemes ideològics que sostenen l'autoritat lingüística: l'anonimat i l'autenticitat. Cadascuna d’elles naturalitza un tipus de relació entre una determinada varietat lingüística i un determinat estat de la societat.

## Autenticitat i anonimat
En el marc de la ideologia lingüística, es poden distingir dues conceptualitzacions que sostenen l’autoritat lingüística del món modern en les societats
occidentals: els sistemes ideològics de l’anonimat, i l’autenticitat. L'autenticitat s'atribueix
principalment a les llengües minoritàries, mentre que l'anonimat és una qualitat universal atribuïda a les llengües dominants. K. Woolard, des de la perspectiva de l'etnografia lingüística, analitza les relacions d’aquests conceptes i els canvis soferts dins el projecte lingüístic nacional de la Catalunya contemporània després de trenta anys d'autonomia política dins d'Espanya.
L’anonimat es defineix com un fonament ideològic de l’autoritat política del públic modern. El públic és entès com un subjecte abstracte, una veu comuna o general. Aquest públic assoleix el que s'ha anomenat “visió des d’enlloc”: una visió socialment neutra, objectiva i anònima. Les llengües hegemòniques basen la seva autoritat social en aquesta concepció, i el ciutadà que participa del discurs públic usa una llengua estàndard comuna, desarrelada i universalista.
Diferents estudis sociolingüístics han mostrat com l’anonimat ha permès consolidar l’hegemonia d’algunes llengües dominants. Per exemple, Joshua Fishman ha mostrat com en la societat americana l’anglès és vist com una llengua no ètnica de la qual no es té una consciència especial, i ha estat acceptada com una llengua aparentment neutra que permet la mobilitat social ascendent. Pierre Bourdieu va analitzar el projecte lingüístic francès i el va estendre a altres llengües dominants. Bourdieu anomena “mal reconeixement” a l’acceptació de l’autoritat de l’anonimat per part de la societat. En reconèixer l’autoritat de la llengua dominant, es pren consciència de la diferència de poder entre els diferents grups socials, i així la dominació lingüística esdevé hegemònica.
L’autenticitat s'entén com l'expressió genuïna d’una entitat o d’un “jo”. Aquest concepte nasqué en el romanticisme com a reivindicació d’una altra forma d’autoritat, diferenciada de la del públic anònim, basada en l’autenticitat. La veu es defineix com autèntica, icònica d’un esperit, d’una comunitat particular. La llengua té, doncs, una funció pragmàtica, és entesa com un indici social, esdevé una icona d’un tipus particular de la persona. Aquesta relació icònica entre llengua i persona és l'essència de l’autenticitat.
La ideologia de l’autenticitat s'associa amb les llengües minoritàries i varietats no estàndards. Al costat de la veu pública i anònima, l’anomenada “veu d’enlloc”, s'hi troba la veu autèntica, profundament arrelada, de la qual els parlants són ben conscients que són varietats “d’algun lloc”. Mentre que les llengües dominants depenen i prosperen dins de l’anonimat, les llengües minoritàries depenen de l’autenticitat per a sobreviure, en tant que serveixen com a recursos en xarxes socials locals on la reivindicació d’una pertinença en una comunitat és fortament acceptada.
Les investigacions fetes per aquesta antropòloga lingüística mostren un canvi continu en la disputa de les ideologies entre el català i l'espanyol, lluny de les preocupacions sobre l'autenticitat, i cap a les reclamacions per l'anonimat i el cosmopolitisme en els dominis de la política electoral i els mitjans de comunicació.

## Obres publicades
- 1989. Double Talk: Bilingualism and the Politics of Ethnicity in Catalonia. Stanford: Stanford University Press.
- 1992. Identitat i contacte de llengües a Barcelona (Els Orígens). Barcelona: Edicions Magrana.
- 1998. Language Ideologies: Practice and Theory (ed. B. Schieffelin i P. Kroskrity). Nova York: Oxford University Press.
- 2001. Languages and Publics: The Making of Authority. Manchester, UK: St. Jerome Publishing.
- 2013. “Catalan in the 21st century: Romantic publics and cosmopolitan communities” (amb S. Frekko). Intl. J. Bilingual Education and Bilingualism, núm. 16(2), p. 129-137.

## Premis i reconeixements
- 2016 - Premi Internacional Ramon Llull